# Musikalische Begegnungen Lenzburg
Musikalische Begegnungen Lenzburg (MBL) ist ein seit 1984 jährlich unter einem anderen Motto stattfindendes Musikfestival in der Schweizer Gemeinde Lenzburg im Kanton Aargau. Es wird durch den gemeinnützigen Verein MBL und seine ehrenamtlich tätigen Mitglieder getragen und organisiert. Zuständig für das jährliche Motto sowie die Auswahl der Künstler ist die künstlerische Vereinsleitung, bestehend aus regional sowie schweizweit bekannten Musikern.

## Geschichte
Die Musikalischen Begegnungen Lenzburg wurden im Jahr 1984 von kulturinteressierten Bürgern der Stadt Lenzburg zunächst unter dem Namen «Ludi vocales» ins Leben gerufen. Anstoss gaben die «Tage alter Musik» in Regensburg.
Inhaltlicher Kristallisationspunkt des Vokalfestspiels sollte geistliche und weltliche Vokalmusik unter Einbezug instrumentaler Werke sein, bewusst eingeschränkt auf den Kammerchor und unter Verzicht auf die grossen romantischen Klangapparate. Dabei sollte die Alte Musik auf stilistischer wie thematischer Ebene in spätere Epochen bis in die heutige Zeit ausstrahlen. Ebenso sollte das kulturelle Umfeld unter Einbezug des Theaters, der Literatur, des Tanzes und der bildenden Künste zur Darstellung gelangen. Die Umbenennung in «Musikalische Begegnungen Lenzburg MBL» erfolgte im Jahr 1992.

## Inhalt und Ziele
Im Zentrum steht die Begegnung zwischen Laien- und Profimusikern, zwischen regionalen und internationalen Künstlern, die Begegnungen zwischen verschiedenen Kultursparten oder unterschiedlichen Musikrichtungen, zwischen Alt und Jung oder die Begegnung mit Musik an ungewohnten Aufführungsorten. Ziel ist die Förderung des regionalen Kulturgeschehens.
Neben Konzerten von internationalen Künstlern, Ensembles, Instrumentalisten und Vokalisten bietet das Festival mit der «klingenden Zone» auch Laienmusikern und Ensembles eine Plattform, sich in den offenen Strassen der Lenzburger Altstadt einem zirkulierenden Publikum zu präsentieren.
Seit ihrer Gründung 1984 bieten die MBL jährlich und während einer Woche zwischen Ende August und Mitte September Konzerte aus den Bereichen Klassik, Alte Musik, Neue Musik, Jazz und Folklore an verschiedenen Orten der Stadt, wie im historischen Rittersaal der Lenzburg, im alten Gemeindesaal oder im klassizistischen Burghaldenhaus. Die Konzerte stehen jedes Jahr unter einem anderen Motto.

## Rezeption
«Selten kommt es vor, dass sich ein klassisches Musikfestival derart aus der Region und für sie gestaltet, wie das bei den Musikalischen Begegnungen der Fall ist. Hier organisieren mehr oder weniger «einheimische» Kräfte originelle Begegnungs-Konzerte an ungewöhnlichen Orten, sei das in der Altstadt oder im Industriegebiet, dort also, wo man sonst keine Musik macht.» Aargauer Zeitung, 2017.
«Ein spezielles Konzert musikalischer Begegnungen.» Aargauer Zeitung, 2013.
«Das Festival gilt als eines der ältesten im Aargau.» SRF, 2013.
Max Sommerhalder: «Von den Audi Vokales zu den Musikalischen Begegnungen – ein Rückblick auf 20 Jahre Lenzburger Musiktradition.» In: Lenzburger Neujahrsblätter, 2003.